# برشام

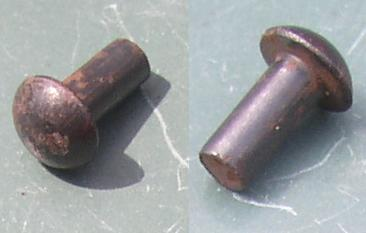
براشيم معدنية مصمتة قبل التثبيت

البرشام (بالإنجليزية: Rivet)‏ هو مثبتات ميكانيكية دائمة. يتألف مسمار البرشام قبل تثبيته من محور اسطواني ناعم وفي إحدى نهايته يوجد رأس البرشام وتدعى النهاية المعاكسة لرأس البرشام الذيل العائد. عند التركيب يوضع البرشام ضمن الثقب المراد التثبيت عنده ويتعرض الذيل إلى تشوهات مما يزيد قطره بحوالي 1.5 عن قطر المحور ممسكا بحافتي الثقب (الرأس والذيل).

## أنواع البرشام
توجد عدة أنواع من البراشيم صممت لتلبية التكاليف المختلفة وسهولة التثبيت ومتطلبات القوة أهم الأنواع:

### البرشام المصمت

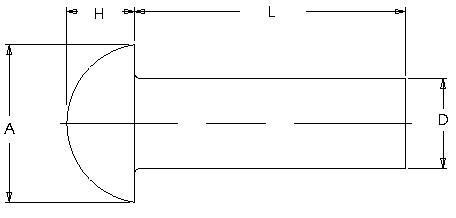
رسم هندسي لبرشام مصمت

يعتبر البرشام المصمت من أقدم وأكثر الأنواع موثوقية في التثبيت. و قد وجد في علم الآثار و يرجع تاريخه إلى العصر البرونزي. و يتألف الرشام من محور ورأس ويشوه الذيل إما بمطرقة أو مسدس برشمة كما يمكن استخدام أداة عقف لتشكيل التشوه المطلوب.
تستخدم البراشيم المصمتتة في التطبيقات التي تتطلب السلامة والموثوقية العالية، حيث يمكن أن نشاهدها في تركيب هياكل الطائرات والغواصات.

### البرشام نصف الأنبوبي

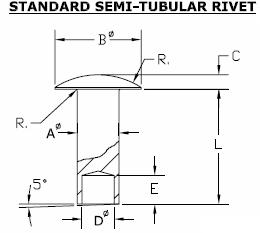
رسم هندسي لبرشام نصف أنبوبي

و هو مشابه للبرشام المصمت ويختلف عنه بوجود تجويف في الجهة المعاكسة للرأس (الذيل) والغرض من هذا التصميم تقليل القوة اللازمة لإحداث التشوه في الذيل عند التثبيت عن طريق لف حواف القسم الأنبوبي للخارج. و بذلك تصبح القوة المطلوبة لأحداث التشوه ربع قيمة تلك القوة التي نحتاجها في اليرشام المصمت لنفس نوع معدن البرشام. معظم تطبيقات هذا النوع فيالإضاءة والسلالم والفرامل ودكتات التكييف والآلات الإنتاجية والإلكترونيات.

## اقرأ أيضا
- مسمار
- برغي
- لحام
- مسدس البرشام